# 고성 소을비포진성
고성 소을비포진성(固城 所乙非浦鎭城)은 대한민국 경상남도 고성군 하일면에 있는 성 터이다. 1994년 7월 4일 경상남도의 기념물 제139호 고성 소을비포 성지로 지정되었다가, 2018년 12월 20일 현재의 명칭으로 변경되었다.

## 개요
경상남도 고성군 하일면 소을비포에 적을 막기 위해 임시로 쌓은 성보로 언제 처음 쌓았는지는 확실히 알 수 없다. 『세종실록』에 소을비포에 대한 기록이 처음으로 나타나는 것으로 보아 이전에 이미 성보가 있었을 것으로 추측된다.
낮은 야산에 해안 경사를 따라 둥근 형태로 성을 쌓았는데, 성벽은 자연석을 이용하여 쌓았다. 성벽의 높이는 3.2m, 길이는 5m 정도로, 성벽을 쌓은 돌의 일부는 인근의 것이 아니고 다른 지역에서 운반한 것으로 추정된다. 커다란 바위돌을 이용하여 담장 형태로 쌓았으며, 큰 돌을 쌓을 때 생기는 공간은 작은 돌로 채워 흔들리지 않게 고정하였다.
남쪽으로 경상남도 통영시 사량섬이 막고 있어 전망은 넓지 못하나, 태풍의 피해가 전혀 없어 현재까지도 각종 어선의 대피소로 널리 활용되고 있다.

## 현지 안내문
이 곳에는 조선전기에 설치된 소을비포진에 위치했던 곳이며 성곽 축조시기는 성종-선조년간으로 추정된다. 이 성은 사량성 가배량성과 더불어 왜구 방비를 위해 남해안 고성만에 축조한 수군기지로서 임진왜란시에는 인접한 자란도와 가용포에 고성 현치소를 일시 이동하면서 적극 활용한 것으로 알려져 있다. 이 성은 해안에 돌출한 구릉정상부를 성내로 삼고 8부 능선상에 타원으로 축조한 석축성이다. 현재 둘레 200m 높이 3m 규모의 성벽이 지상에 남아있고 북쪽 체성에 성문 흔적이 있다. 성벽은 자연 대석을 이용하여 협축한 전형적인 조선전기 관방성 축조법을 가졌으며 주변에는 바다로 둘러쌓인 천연해자를 갖추고 있다. 그리고 좌이산과 사량진주봉 봉수대는 이 성의 별망처럼 근접해서 위치하고 있다.

## 참고 자료
- 고성 소을비포진성 - 국가유산청 국가유산포털